# Nalco Holding
La Nalco Holding Company è un'azienda che fornisce prodotti e servizi destinati all'industria e alle istituzioni.
Un suo prodotto è il Corexit, un disperdente che è stato utilizzato durante le operazioni di bonifica del disastro ambientale della piattaforma petrolifera Deepwater Horizon (nonostante la sua tossicità).

## Storia
La compagnia è stata creata nel 1928 sotto il nome di National Aluminate Corporation, dalla fusione della Chicago Chemical Company e della Aluminum Sales Corporation.
Nel 1959 cambiò il nome in Nalco Chemical Company.
Dopo essere stata acquisita  da la compagnia francese SUEZ nel 1999, cambia il nome in Ondeo Nalco Company. Nel 2004 torna pubblica e assume il nome di  Nalco Holding Company.

## Prodotti e servizi
La Nalco Holding Company fornisce prodotti e servizi che riguardano i seguenti ambiti:
- trattamento delle acque
- controllo dell'inquinamento
- conservazione dell'energia
- produzione e raffinazione del greggio
- produzione di acciaio
- industria cartiera
- sfruttamento delle miniere.